# عدس بحامض
وصفة لذيذة من المطبخ اللبناني، يمكن أن تقدّم كوجبة أساسية لأنها تعتبر غذاء كامل. تحضّر العدس بحامض من العدس، السبانخ، البطاطا، البصل، الثوم، عصير الليمون الحامض، الزيت النباتي والملح.
تحتوي وجبة العدس بحامض (350غ تقريباً) على المعلومات الغذائية التالية:
- السعرات الحرارية: 391
- الدهون: 11
- الدهون المشبعة: 1
- الكوليسترول: 0
- الكاربوهيدرات: 57
- البروتينات: 21